# Teresa Milanollo

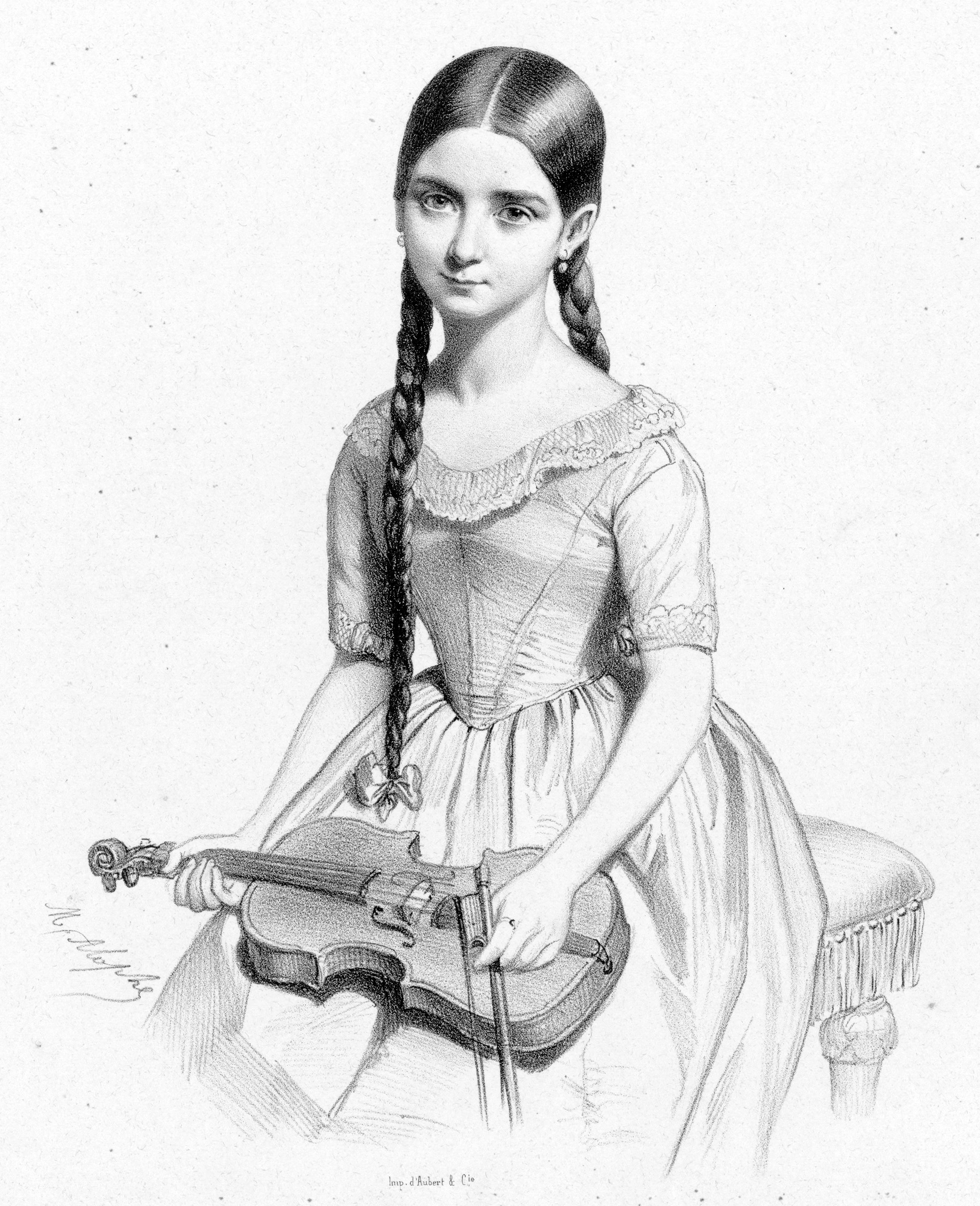
Teresa Milanollo, Stich von Marie-Alexandre Alophe, 1841

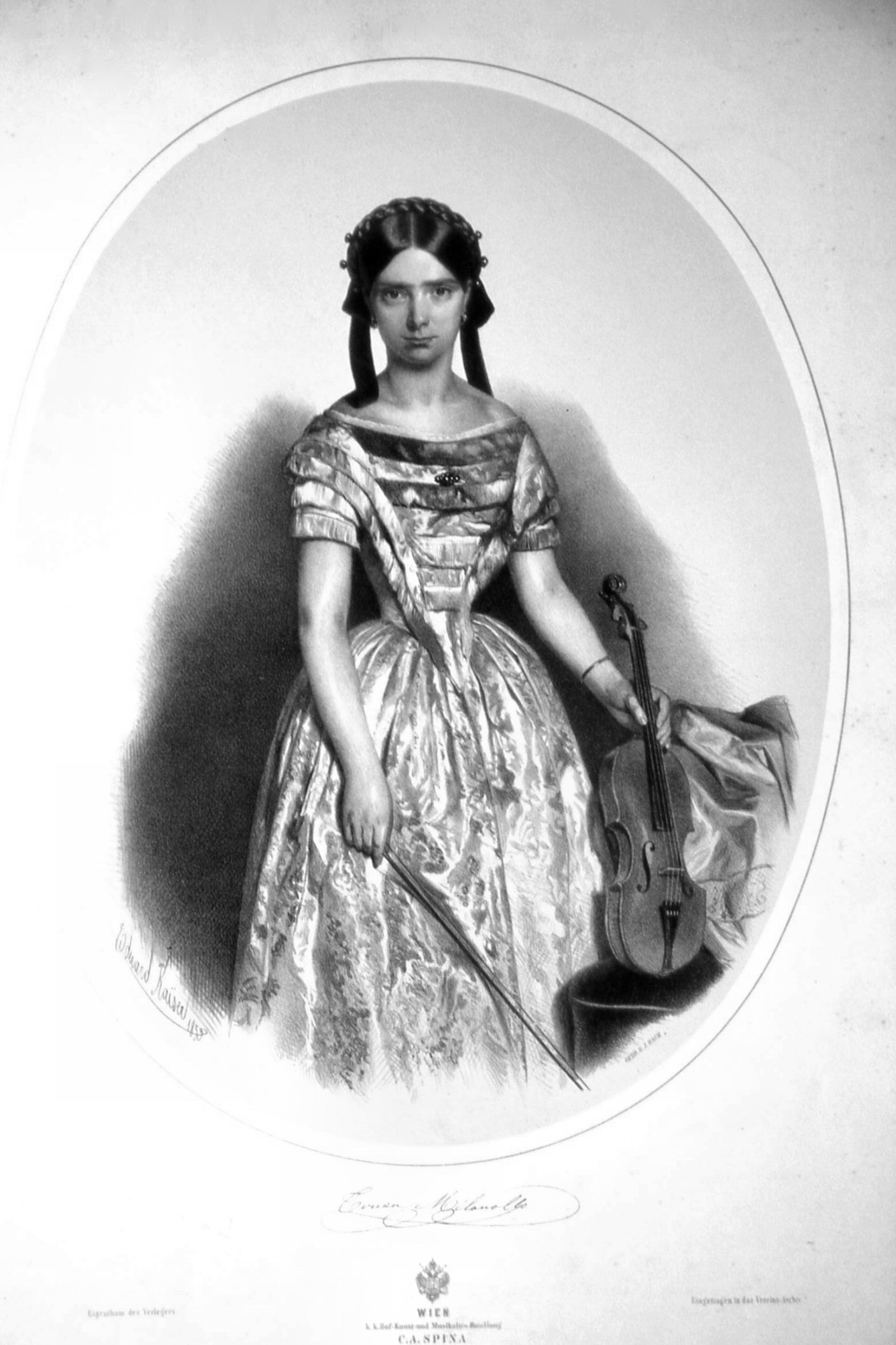
Teresa Milanollo, Lithographie von Eduard Kaiser, 1853

Teresa Milanollo (* 28. August 1827 in Savigliano; † 25. Oktober 1904 in Paris) war eine italienische Violinistin und Komponistin.

## Leben
Nach erstem Unterricht in Savigliano und Turin erhielt Teresa Milanollo ihre weitere musikalische Ausbildung in Paris und Brüssel. Erste Konzerte fanden Mitte der 1830er Jahre zunächst in Italien, ab 1836 in Frankreich und zunehmend in weiteren westeuropäischen Ländern statt. Zusammen mit ihrer jüngeren Schwester Maria, die ab 1840 regelmäßig an der Seite Teresa Milanollos auf der Bühne stand, gab sie im Kindesalter Konzerte und wurde in den 1840er Jahren als Wunderkind gerühmt. Nachdem Maria 1848 an Tuberkulose gestorben war, setzte Teresa ihre Karriere unter dem Management ihres Vaters weiter fort und war auch als Erwachsene noch als Geigerin berühmt. Zahlreiche Auftritte bei Wohltätigkeitsveranstaltungen stärkten das Bild der sanftmütigen und mildtätigen Frau, das sie verkörperte. Gegen Mitte des Jahrhunderts nahm ihre Popularität ab und sie zog sich nach ihrer Heirat ins Privatleben zurück.
Die Schwestern Milanollo hinterließen in Adalbert Stifters Erzählung Zwei Schwestern (1850) und Theodor Fontanes Roman Frau Jenny Treibel (1892) literarische Spuren. Teresa Milanollos Kompositionen sind dagegen weitgehend in Vergessenheit geraten.
Die folgende Familiengeneration mit Clotilde und Adelaide Milanollo konnte in den 1880er Jahren nochmals große internationale Erfolge als „Violinschwesternduo“ erreichen.